# Lucillo
Lucillo (leóni nyelven Lluciellu) település Spanyolországban, León tartományban. Lakosainak száma 356 fő (2024).

## Földrajza
Lucillo Luyego, Truchas, Ponferrada és Santa Colomba de Somoza községekkel határos.

## Népesség
A település lakosságának változását az alábbi diagram mutatja:
| Lakosok száma | 517  | 477  | 454  | 451  | 408  | 399  | 383  | 367  | 376  | 356  |
|               | 2001 | 2004 | 2006 | 2008 | 2014 | 2016 | 2018 | 2020 | 2022 | 2024 |